# Les Saisons de notre amour
Pour plus de détails, voir Fiche technique et Distribution.
Les Saisons de notre amour (titre original : Le stagioni del nostro amore) est un film italien réalisé par Florestano Vancini, sorti en 1966.

## Synopsis
Vittorio Borghi, journaliste marqué à gauche, traverse une crise intérieure politique et sentimentale. Il est amoureux d'une adolescente, Elena, et en rupture  avec son épouse, Milena. Il éprouve le besoin de retourner à sa ville d'origine, Mantoue. Il y revoit des amis de son père, des compagnons d'école et des camarades de la Résistance avec lesquels il partagea les durs combats d'après-guerre. L'évocation des souvenirs semble raviver les émotions de la jeunesse. En réalité, l'impression est fragile. Vittorio s'aperçoit qu'autour de lui tout a changé. Les hommes et les situations ne sont plus les mêmes. L'idéal auquel il se raccrochait s'est effrité, cédant la place à la désillusion et à l'amertume. Entre lui et ses anciens amis, les relations ne sont plus qu'une survivance liée à l'Histoire. Tout s'achève sur l'image d'adolescents, heureux et insouciants, dansant au son d'un juke-box sur des airs à la mode. Jeunes gens et jeunes femmes très éloignés des aspirations de Vittorio à leur âge ...

## Fiche technique
- Titre du film : Les Saisons de notre amour
- Titre original : Le stagioni del nostro amore
- Réalisation : Florestano Vancini
- Scénario : Elio Bartolini, F. Vancini
- Photographie : Dario Di Palma - Noir et blanc
- Montage : Nino Baragli
- Musique : Carlo Rustichelli
- Production : Ga.va. Film, Mario Gallo, Enzo Giulioli
- Pays d'origine :  Italie
- Lieux de tournage : Mantoue, Sabbioneta
- Genre : Drame
- Durée : 93 minutes
- Date de sortie :
  - Italie : 24 mars 1966

## Distribution
- Enrico Maria Salerno : Vittorio Borghi
- Anouk Aimée : Francesca
- Jacqueline Sassard : Elena
- Gastone Moschin : Carlo Di Giusti-Tancredi
- Valeria Valeri : Milena, l'épouse de Vittorio
- Checco Rissone : Olindo Civinni
- Gian Maria Volonté : Leonardo Varzi
- Pietro Tordi : Mario Borghi

## Récompenses et distinctions
- Prix de la critique internationale (FIPRESCI) au Festival de Berlin 1966

## Autour du film
- Entre ses récits historiques — La Longue Nuit de 43 (1960) ; La banda Casaroli (1962) ; Bronte - Cronaca di un massacro... (1972) et Il Delitto Matteotti (1973) — et ses drames sentimentaux — La calda vita (1964) ; Amore amaro (1974) et Un dramma borghese (1979) — Florestano Vancini aura su synthétiser son cinéma et son époque dans Le stagioni del nostro amore (1966), juge A. Pezzotta dans le Dictionnaire du cinéma italien[1]. À travers les aventures d'un ancien communiste en crise, écrit-il encore, « il dresse le portrait d'une génération d'intellectuels de gauche qui prennent conscience de leur vieillissement et de leur échec. » L'œuvre a provoqué, dès sa sortie, de multiples polémiques. Vancini fut contraint de la remonter. La version originale a été restaurée ces dernières années[2].